# Inter&Co
Inter&Co é uma fintech brasileira que fornece serviços bancários e serviços financeiros no Brasil e nos Estados Unidos.

## História
A Inter&Co foi cofundada em 26 de janeiro de 1994 pelo bilionário brasileiro Rubens Menin em Belo Horizonte, Minas Gerais. Originalmente estabelecido como um banco tradicional na década de 1990, a empresa fez a transição para um banco digital em 2015. Desde então, expandiu suas ofertas além dos serviços bancários tradicionais para incluir um superaplicativo bancário digital, que fornece serviços como transferências de dinheiro, pagamentos de contas, poupança, investimentos e recompensas de compras.
Em 2023, a Inter&Co estabeleceu sua sede nos EUA em Miami e concluiu a aquisição da Granito em 2024 para fortalecer suas operações no mercado americano. Em 17 de julho de 2024, Alexandre Riccio foi nomeado CEO da Inter&Co Brasil, com João Vitor Menin assumindo o cargo de CEO Global. Em 2024, a empresa relatou ter mais de 36 milhões de clientes, o que representa um aumento de 24% em comparação ao ano anterior.

## Parcerias
Em 14 de setembro de 2023, a Inter&Co anunciou uma parceria com o Orlando City SC e o Orlando Pride para se tornar sua provedora oficial de serviços financeiros. Esta foi a primeira colaboração da empresa com um clube da NWSL e a segunda com um time da MLS, após uma parceria com o New York City FC em 2022. Como parte dessa iniciativa, o Exploria Stadium foi renomeado para Inter&Co Stadium, sob um contrato de naming rights de um ano. Isso tornou a Inter&Co a primeira instituição financeira latino-americana a garantir os naming rights para um grande estádio nos EUA.

## Visão geral financeira
Em dezembro de 2021, a empresa anunciou o cancelamento de seus planos de listagem na Nasdaq, optando por uma recompra de ações em janeiro de 2022. No entanto, a empresa posteriormente buscou uma reorganização societária e, em maio de 2022, obteve a aprovação dos acionistas para prosseguir com a listagem na Nasdaq. Após essa aprovação, a Inter & Co listou formalmente suas ações na Nasdaq sob o código INTR, migrando da bolsa de valores brasileira B3. Apesar da listagem na Nasdaq, a empresa continua a ser negociada na B3 como um Brazilian Depositary Receipt (BDR) sob o código INBR31, com os BDRs lastreados em Ações Ordinárias Classe A listadas na Nasdaq.
No segundo trimestre de 2024, a Inter & Co reportou um aumento de 33% na receita em relação ao mesmo período do ano anterior, totalizando R$ 1,9 bilhão (US$ 386,7 milhões), com um lucro líquido de R$ 64 milhões, superando as projeções dos analistas. A base de clientes da empresa cresceu para aproximadamente 27,8 milhões, com 52,2% dos clientes utilizando múltiplos serviços em seu "superaplicativo". A carteira de crédito cresceu 5,4%, para R$ 26,5 bilhões, enquanto os empréstimos inadimplentes acima de 90 dias aumentaram para 4,9%, o que a empresa indicou que pode ter atingido um pico. As despesas operacionais caíram para R$ 575 milhões, em parte devido à redução do quadro de funcionários. As ações da empresa subiram 10% em Nova York, influenciadas pelas recentes políticas de flexibilização monetária do Banco Central.